# Zulia
Zulia er en af Venezuelas 23 delstater. Hovedstaden er Maracaibo. Delstaten ligger i den nordvestlige del af landet omkransende Maracaibosøen og mod vest grænsende til Colombia. Zulia er den befolkningsmæssigt største delstat med sine 3.620.200 indbyggere (2007).
9°50′N 72°15′V / 9.83°N 72.25°V